# Doueff
Le Doueff est une rivière du Morbihan, longue de 16,9 km. Elle s'écoule en majeure partie dans la commune de Mauron, à l'exception d'une portion à Gaël (Ille-et-Vilaine) et Saint-Léry. C'est un affluent en rive gauche de l'Yvel.

## Affluents
Le Doueff a quatre affluents référencés dont :
- le Vaurois 7,6 km sur les deux communes de Paimpont et Mauron avec deux affluents :
  - le Mare Forêt,
  - le Vauvouan,

## Hydrographie

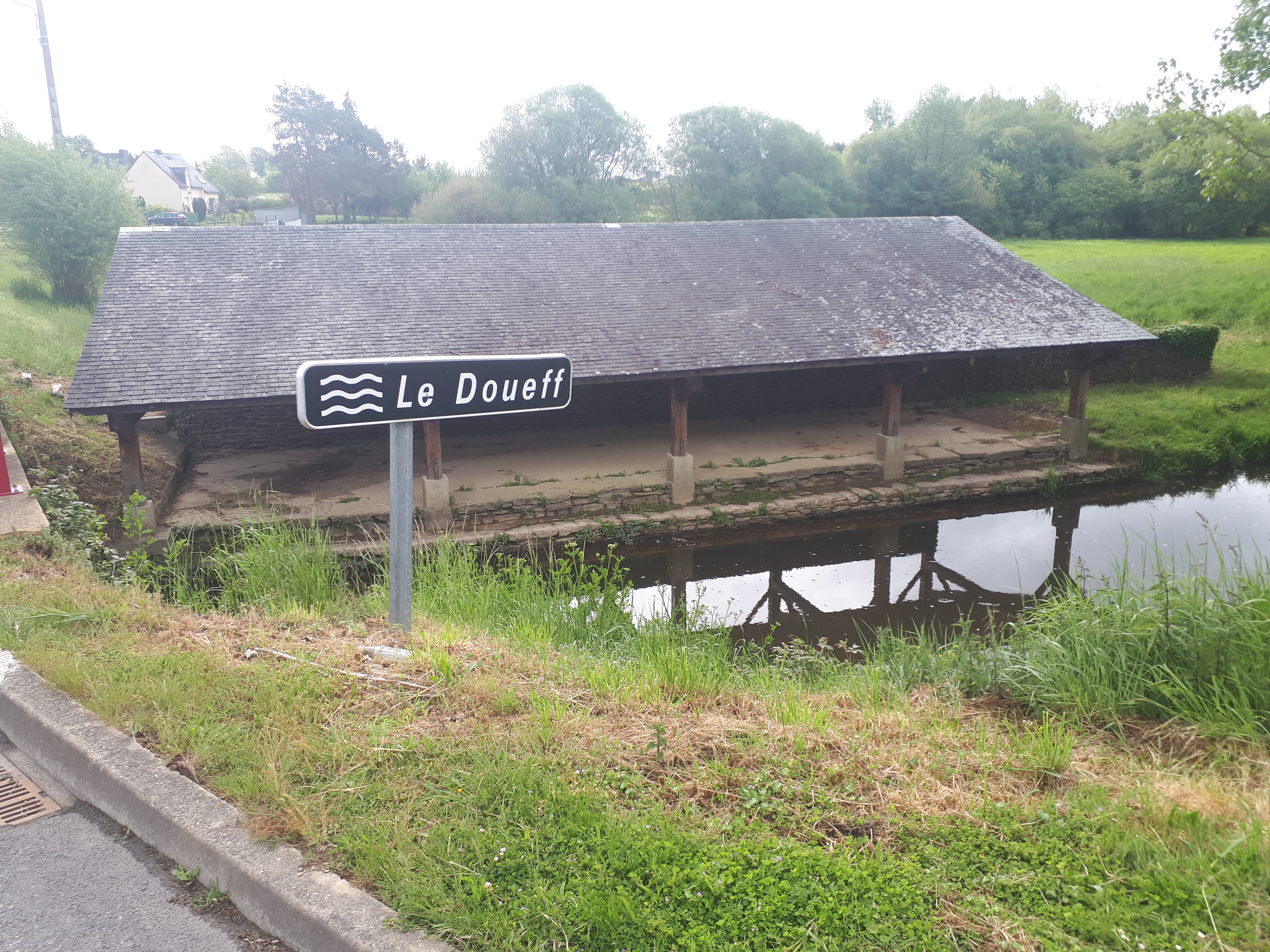
Un lavoir sur le Doueff, à Mauron.

Le Doueff traverse une seule zone hydrographique 'Le Doueff & ses affluents' (J835) de 90 km2 de superficie.